# Buvlja pijaca
Za album grupe Riblja Čorba vidi Buvlja pijaca (album)
Buvlja pijaca ili buvljak je vrsta pijace gde se prodaje jeftina ili polovna roba. Buvlje pijace mogu da budu u zatvorenom prostoru, poput skladišta ili školskih gimnastičkih dvorana, a mogu da budu i na otvorenom prostoru, na poljani, ili da se nalaze pod šatorom. Prodavci na buvljim picajama mogu da variraju od porodica koje iznajme tezgu da prodaju nekoliko neželjenih stvari iz pokućstva, do komercijalnih pogona koji uključuju veliki izbor iskorišćene robe. Tu su i putujući trgovci koji kruže nekom oblašću i kupuju robu sa garažnih prodaja ili drugih buvljaka, i pojedino osoblje koje nadgleda tezge. Na mnogim buvljim pijacama ima i prodavaca koji prodaju hranu i piće. Neke su poznate po prodaji piratske muzike i piratskih filmova ili falsifikovane odeće, nakita ili parfema poznatih robnih marki.

## Istorija
Tačno poreklo naziva nije tačno utvrđeno. Prvobitna buvlja pijaca je možda bila Marché aux puces u Sent Uanu, Sena-Sen Deni, severnom predgrađu Pariza. Njeno ime na na francuskom doslovno znači pijaca buva — šaljivi naziv koji potiče od popularnog verovanja da je roba sa buvljih pijaca puna buva.

## Spoljašnje veze
- (језик: енглески)